# Güer Aike megye
Güer Aike egy megye Argentína déli részén, Santa Cruz tartományban. Székhelye Río Gallegos.

## Földrajz
Ez Argentína szárazföldi részének legdélibb megyéje, tőle délre már csak Tűzföld szigetein és az Antarktiszon találhatók argentin területek. Tűzföldtől (azon belül Río Grande megyétől) a Magellán-szoros választja el.

## Népesség
A megye népessége a közelmúltban a következőképpen változott:
| Év   | Lakosság |
| ---- | -------- |
| 2001 | 91 410   |
| 2010 | 113 267  |